# Sturgeon
Sturgeon és una població dels Estats Units a l'estat de Missouri. Segons el cens del 2000 tenia 944 habitants.

## Demografia
Segons el cens del 2000, Sturgeon tenia 944 habitants, 382 habitatges, i 260 famílies. La densitat de població era de 578,5 habitants per km².
Dels 382 habitatges en un 31,7% hi vivien nens de menys de 18 anys, en un 52,6% hi vivien parelles casades, en un 9,7% dones solteres, i en un 31,9% no eren unitats familiars. En el 27,7% dels habitatges hi vivien persones soles el 16,2% de les quals corresponia a persones de 65 anys o més que vivien soles. El nombre mitjà de persones vivint en cada habitatge era de 2,42 i el nombre mitjà de persones que vivien en cada família era de 2,91.
Per edats la població es repartia de la següent manera: un 25% tenia menys de 18 anys, un 9% entre 18 i 24, un 28,5% entre 25 i 44, un 21,1% de 45 a 60 i un 16,4% 65 anys o més.
L'edat mediana era de 36 anys. Per cada 100 dones de 18 o més anys hi havia 90,8 homes.
La renda mediana per habitatge era de 33.173 $ i la renda mediana per família de 44.196 $. Els homes tenien una renda mediana de 30.074 $ mentre que les dones 23.021 $. La renda per capita de la població era de 15.830 $. Entorn del 3,5% de les famílies i el 8,6% de la població estaven per davall del llindar de pobresa.

## Poblacions més properes
El següent diagrama mostra les poblacions més properes.